# Аэропорт

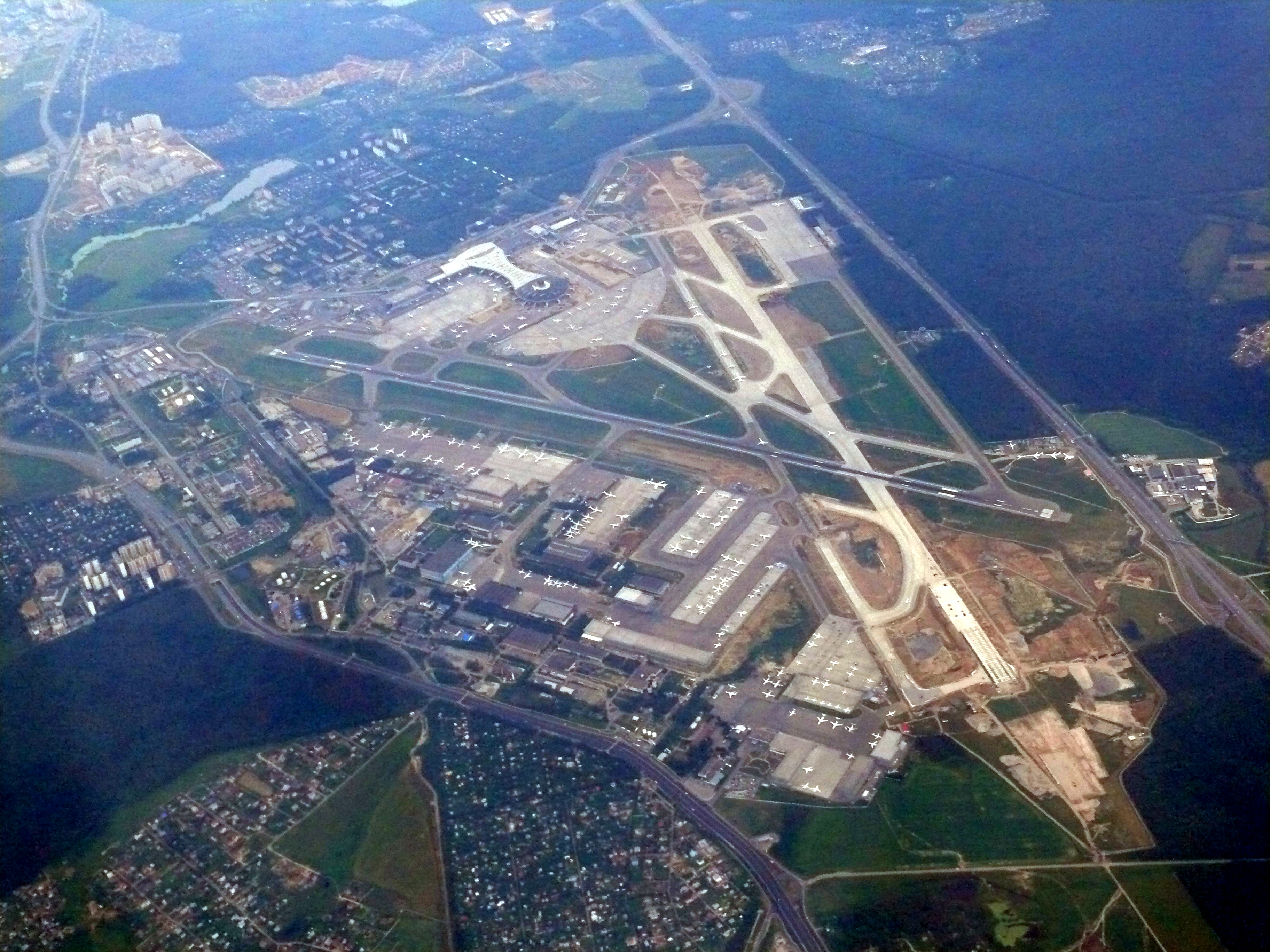
Аэропорт Внуково

Аэропо́рт (через фр. aéroport, от др.-греч. ἀέρ — «воздух» и лат. portus — «гавань, место посадки, пристань») — комплекс сооружений, предназначенный для приёма, отправки, базирования воздушных судов и обслуживания воздушных перевозок, имеющий для этих целей аэродром, аэровокзал (в крупных аэропортах нередко несколько аэровокзалов), один или несколько грузовых терминалов и другие наземные сооружения и необходимое оборудование.
Одним из самых первых аэропортов мира стал кёнигсбергский аэропорт Девау, открывшийся в 1921 году.
Существуют гидроаэропорты для обеспечения авиаперевозок на гидросамолётах. Такие аэропорты не имеют взлётно-посадочной полосы, её функцию выполняет водная поверхность водоёма — речная, озёрная или морская акватория.
Международный аэропорт — аэропорт, открытый для приёма и отправки воздушных судов, выполняющих международные воздушные перевозки, и в котором осуществляется пограничный и таможенный контроль.

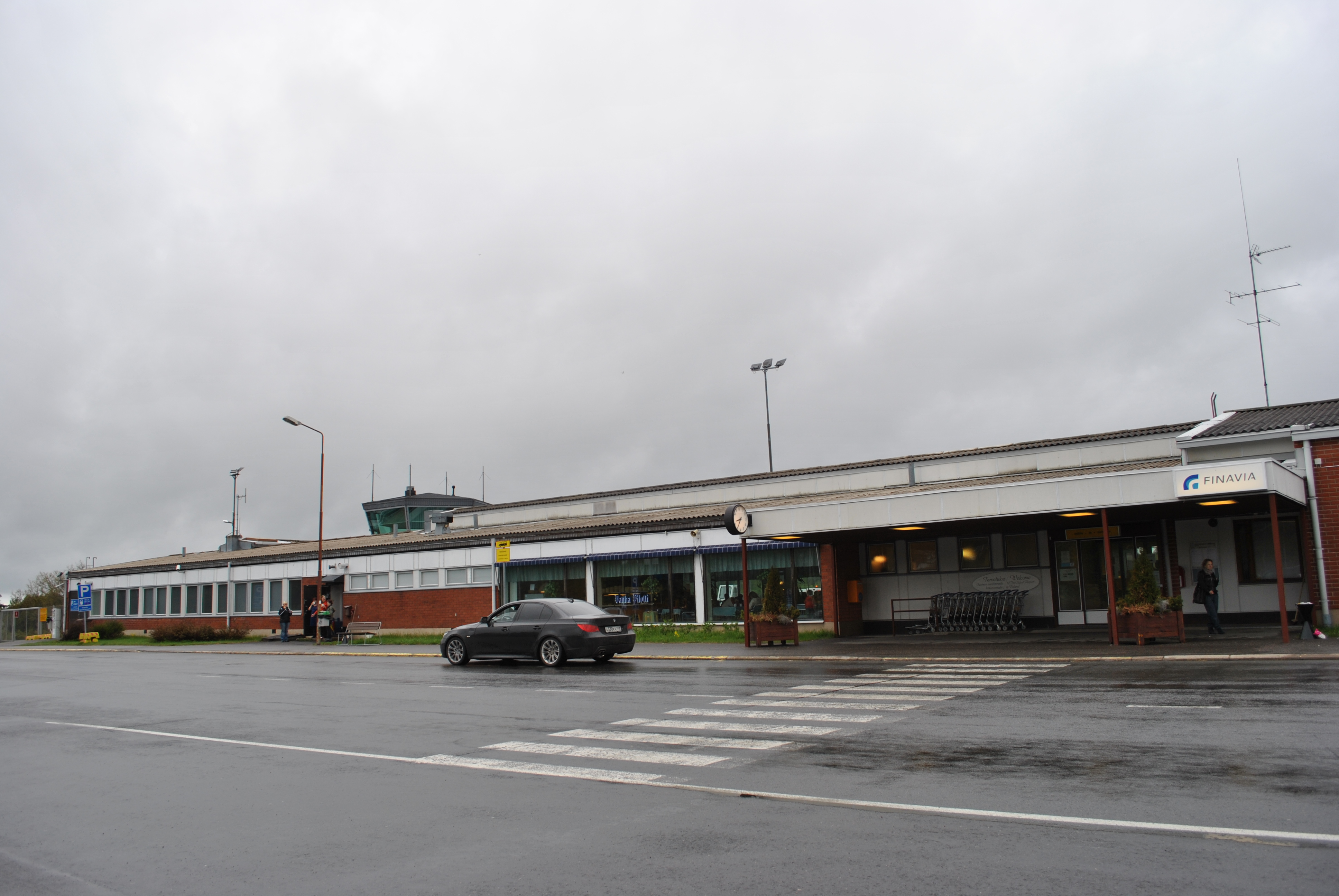
Аэропорт Лаппеэнранта в Лаппеэнранте, Финляндия

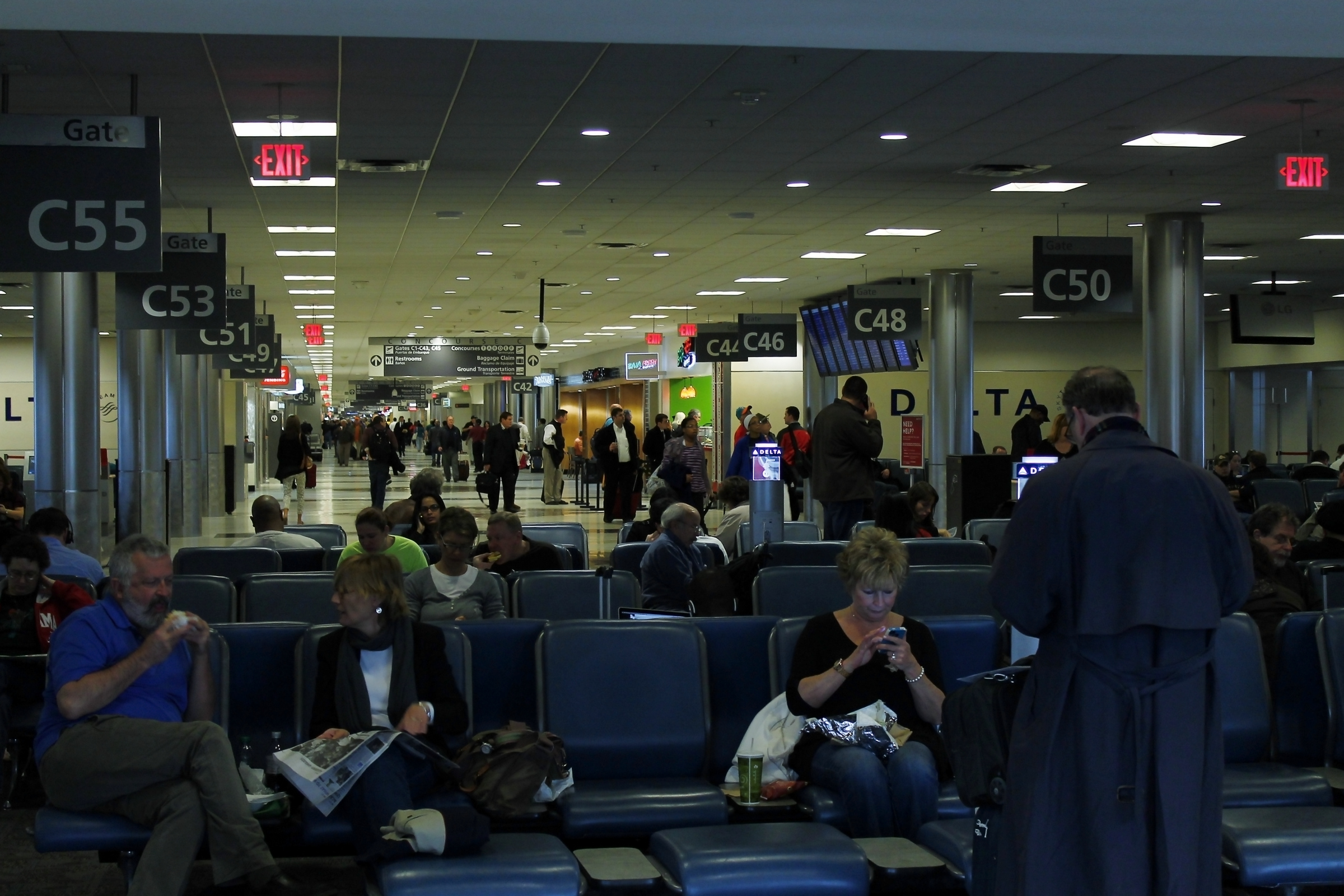
Интерьер одного из терминалов международного аэропорта Атланты Хартсфилд-Джексон

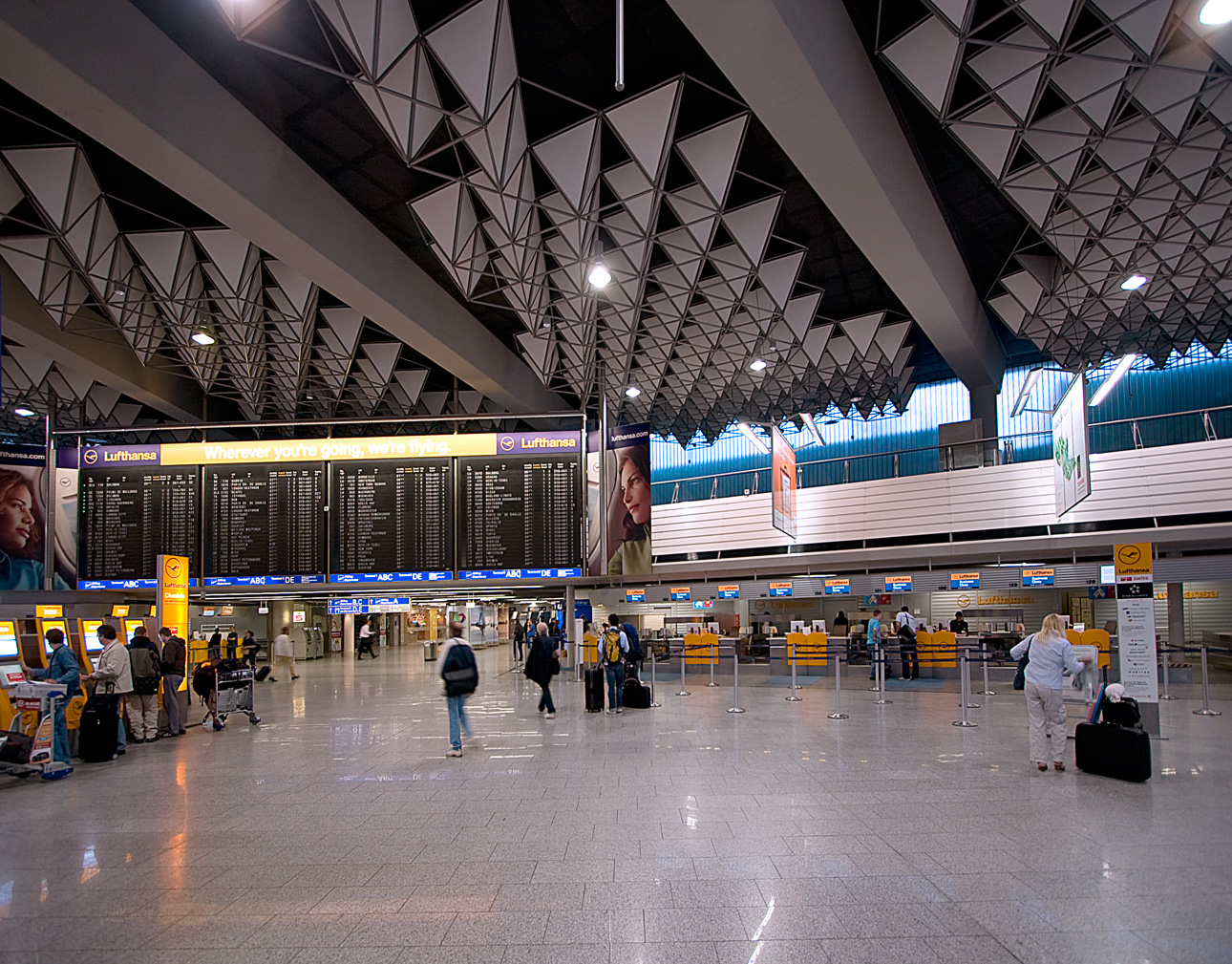
Интерьер одного из терминалов международного аэропорта Франкфурта-на-Майне

## Аэропорты в системе авиаперевозок
Если пассажиропотоки в определённом направлении достаточно велики для достаточной загрузки самолётов, то оправданы прямые беспосадочные рейсы между соответствующими аэропортами. Если же пассажиропотоки в определённом направлении недостаточно велики, то используется система узловых аэропортов (хабов), в которых осуществляется пересадка пассажиров с одного рейса на другой. Аэропортовый бизнес — это прежде всего жёсткая конкурентная борьба за привлечение именно трансфертных пассажиров. Их доля в аэропортах Франкфурта, Амстердама, Копенгагена составляет более 40 % от числа пассажиров регулярных рейсов.
Крупнейшим по пассажиропотоку аэропортом мира до 2020 года был международный аэропорт Атланты Хартсфилд-Джексон, но в связи с сокращением авиаперевозок из-за пандемии COVID-19 его обогнал
международный аэропорт Гуанчжоу Байюнь.

## Аэродром

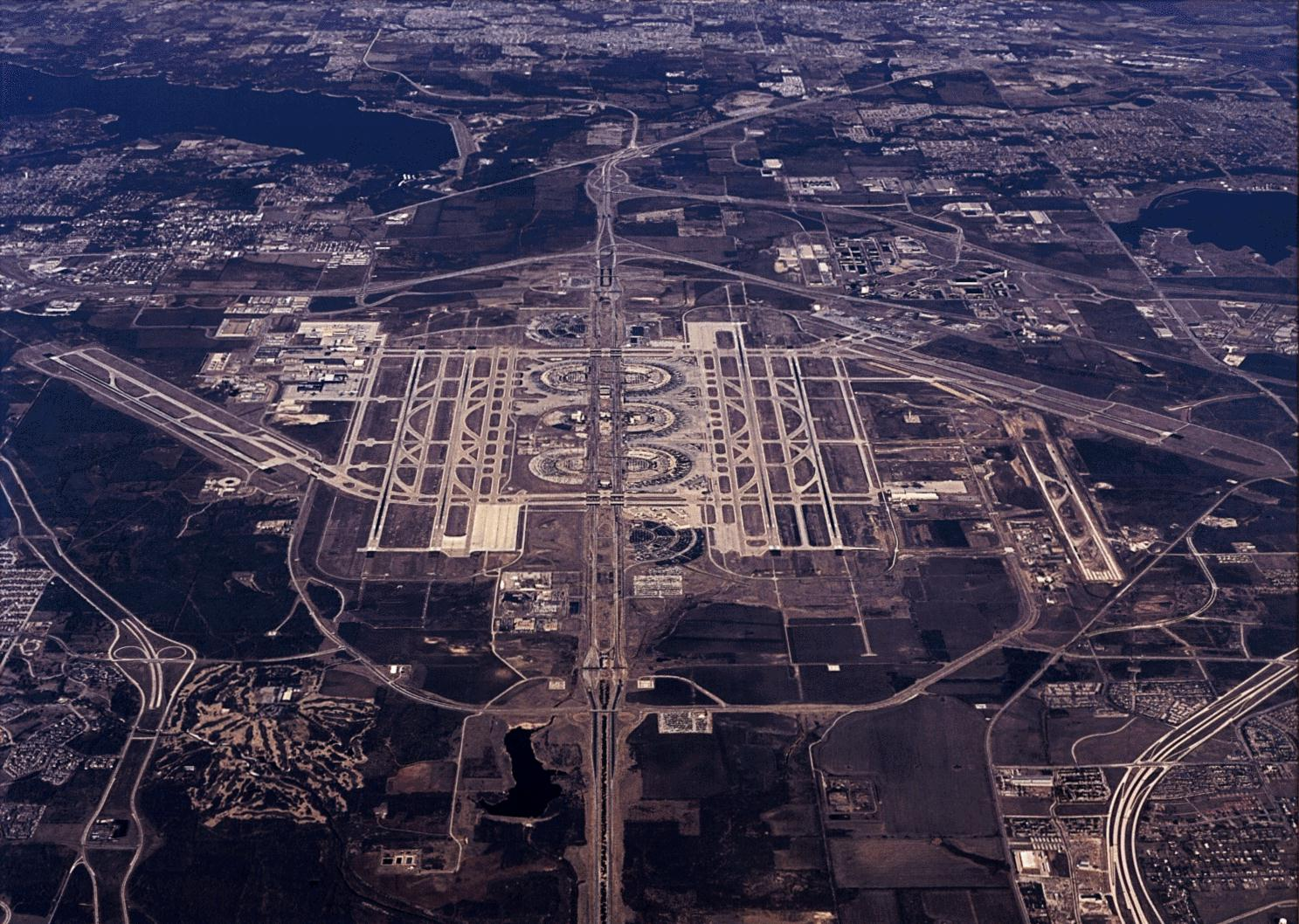
Аэропорт Далласа, вид сверху

Аэродром любого аэропорта включает в себя лётное поле (взлётно-посадочные полосы (ВПП) и рулёжные дорожки (РД)), а также перрон (в крупных аэропортах несколько), места стоянки и заправки, склады и комплекс управления воздушным движением (службы: организации воздушного движения, электрорадиотехническая и электросветотехническая, метеорологическая, штурманская).
Аэродромы являются источником сильного шумового загрязнения.

### Кодовое обозначение аэродромов ИКАО
(Приложение 14. Аэродромы. Том 1. Проектирование и эксплуатация аэродромов)
| КОДОВЫЙ ЭЛЕМЕНТ 1 | КОДОВЫЙ ЭЛЕМЕНТ 1      | КОДОВЫЙ ЭЛЕМЕНТ 2 | КОДОВЫЙ ЭЛЕМЕНТ 2    | КОДОВЫЙ ЭЛЕМЕНТ 2                                  |
| Кодовый номер     | Длина лётной полосы    | Кодовая буква     | Размах крыла         | Расстояние между внешними колёсами основного шасси |
| ----------------- | ---------------------- | ----------------- | -------------------- | -------------------------------------------------- |
| 1                 | Менее 800 м            | A                 | < 15 м               | Менее 4,5 м                                        |
| 2                 | 800—1200 м (< 1200 м)  | B                 | 15—24 м (менее 24 м) | 4,5—6 м (менее 6 м)                                |
| 3                 | 1200—1800 м (< 1800 м) | С                 | 24—36 м (менее 36 м) | 6—9 м (менее 9 м)                                  |
| 4                 | 1800 м и более         | D                 | 36—52 м (менее 52 м) | 9—14 м (менее 14 м)                                |
|                   |                        | E                 | 52—65 м (менее 65 м) | 9—14 м (менее 14 м)                                |
|                   |                        | F                 | 65—80 м (менее 80 м) | 14—16 м (менее 16 м)                               |

## Комплекс обслуживания полезной нагрузки

### Аэровокзальный комплекс (пассажирский терминал)

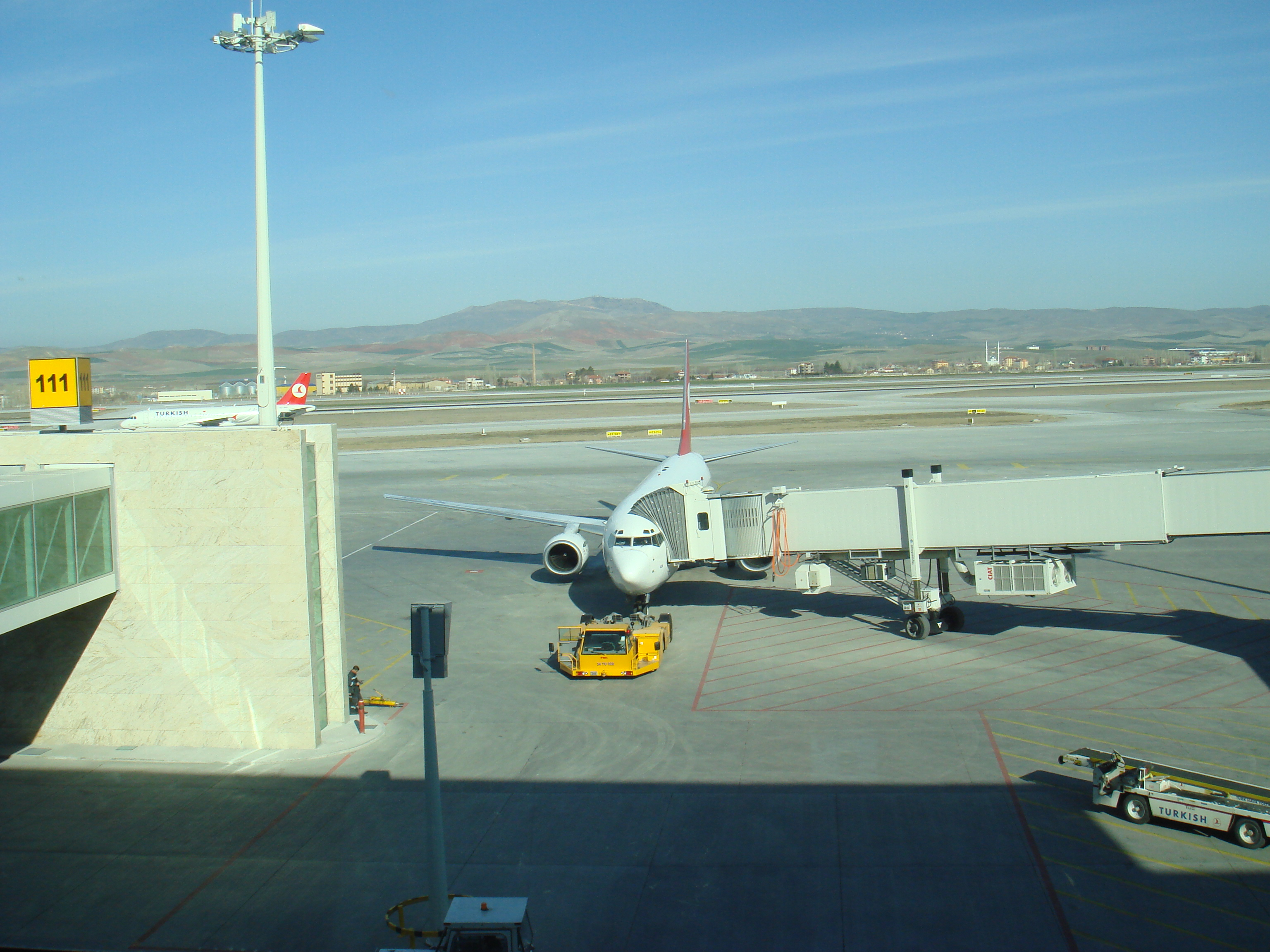
Телескопический трап, пристыкованный к борту. Под трапом видна система вентилирования салона.

В аэровокзале размещено большинство служб, обслуживающих пассажиров от момента входа на территорию аэропорта до вылета и от момента подачи трапа к самолёту до покидания аэропорта:
- представительства авиакомпаний;
- служба организации пассажирских перевозок;
- службы безопасности;
- багажная служба;
- службы пограничного, иммиграционного и таможенного контроля;
- различные организации и предприятия, обеспечивающие отдых, питание, досуг пассажиров и т. п.: рестораны и кафе, точки торговли периодикой и сувенирами, магазины, и т. д.

### Грузовой комплекс
Принимает к отправке, оформляет, обрабатывает, загружает на борт воздушных судов груз и почту. Оснащается крытым отапливаемым складом, средствами доставки и механизированной погрузки-разгрузки, средствами обработки груза «в навал» и в контейнерах.

## Класс аэропорта
Класс аэропорта определяется годовым объёмом пассажирских перевозок (пассажирообменом), то есть суммарным количеством всех прилетающих и вылетающих пассажиров, включая трансферных пассажиров (с пересадкой из одного воздушного судна в другое).
Классификация аэропортов в зависимости от годового объёма пассажирских перевозок:
| Класс аэропорта | Годовой объём пассажирских перевозок, тыс. человек |
| I               | 10000—7000                                         |
| II              | 7000—4000                                          |
| III             | 4000—2000                                          |
| IV              | 2000—500                                           |
| V               | 500—100                                            |

Аэропорты с годовым объёмом перевозок более 10 млн чел. относятся к внеклассным, а с годовым объёмом перевозок менее 100 тыс. чел. — к неклассифицированным.
Неклассифицированные аэропорты местных воздушных линий располагаются на аэродромах 3-го или 4-го класса, с искусственным или грунтовым покрытием ВПП (искусственное покрытие ВПП в аэропортах 4-го класса нередко автодорожное).

## Региональные особенности аэропортов
Страны с наибольшим количеством аэропортов (по состоянию на 2008 год): США — 14 951, Бразилия — 4176, Мексика — 1848.
На 1992 год в России было около 1300 аэропортов. В государственном реестре аэропортов РФ на апрель 2011 года был зарегистрирован 241 гражданский аэропорт, из них 71 — международный. К маю 2021 года в реестре осталось 233 гражданских аэродрома (78 из них имеют статус международных, однако в некоторых нет пунктов пропуска или пункт пропуска работает на нерегулярной основе) и 6 вертолётодромов. Самый напряжённый период работы, пиковое время для перевозок, в РФ — с июня по сентябрь включительно.
В США в 2020 году перевозка пассажиров осуществлялась в 1306 гражданских аэропортах.
По данным National Bureau of Statistics of China, число аэропортов в КНР с 1990 по 2010 год увеличилось в 1,9 раза. На внутренних территориях Китая в 2020 году функционировал 241 гражданский аэропорт.

## Обеспечение безопасности в аэропортах

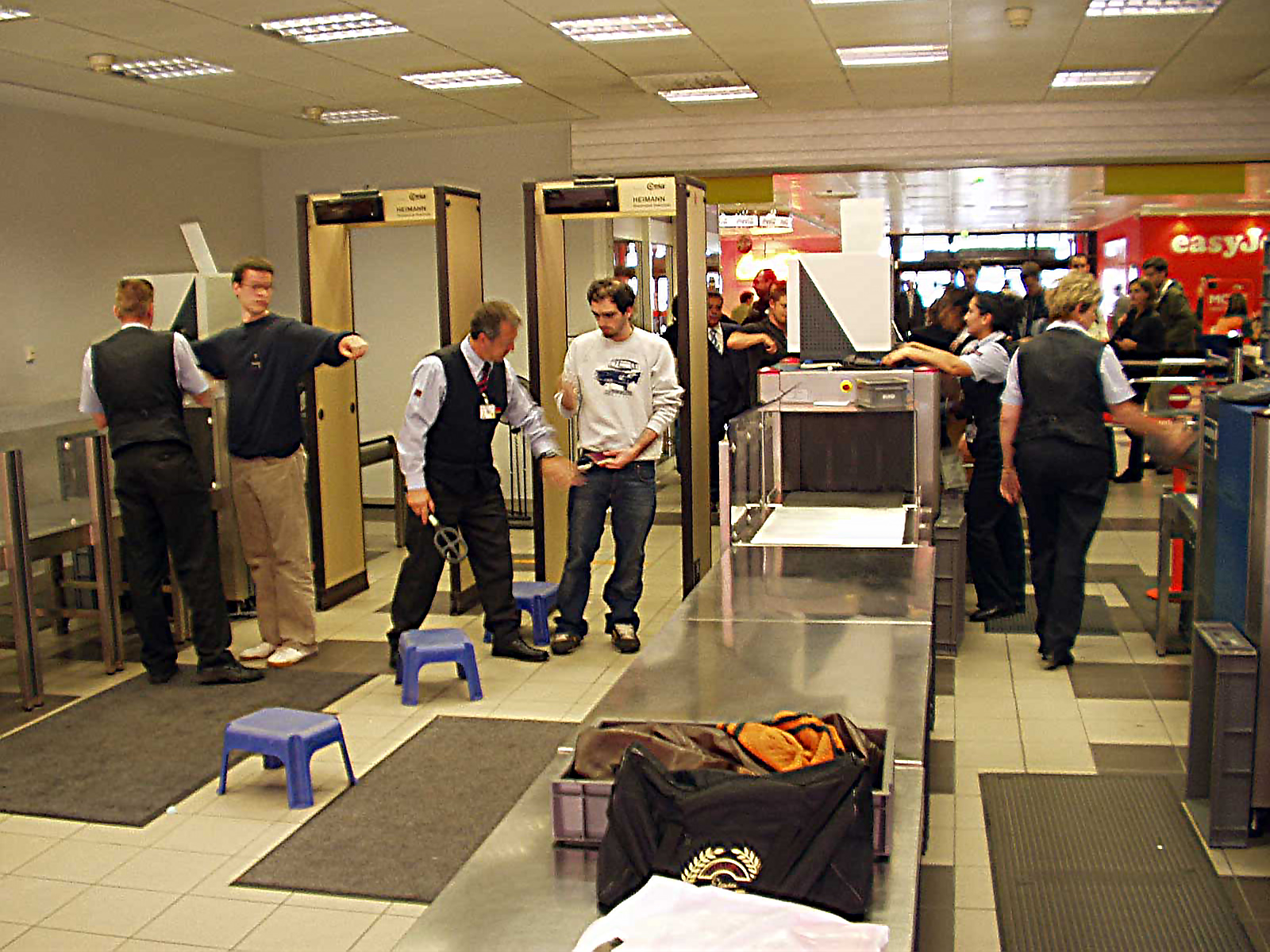
Рентгеновские сканеры и металлоискатели, используемые для проверки пассажиров службой авиационной безопасности аэропорта

Вначале для того, чтобы попасть в самолёт, пассажиру достаточно было просто предъявить билет. Однако распространение терроризма заставило постоянно усиливать меры обеспечения авиационной безопасности. Так, после теракта 1972 года в аэропорту Лод Израиль обратился ко всем странам мира с призывом усилить меры безопасности в аэропортах и ввести обязательное сканирование пассажиров и их багажа. В 1973 году власти США обязали аэропорты сканировать пассажиров и их багаж, ответственность за это несли авиакомпании, которые обслуживали конкретные рейсы.
Самыми страшными терактами, связанными с воздушным транспортом, стали теракты 11 сентября 2001 года. Они заставили власти США и других стран пересмотреть представления о безопасности в аэропортах. В частности, был введён запрет на проход встречающих к выходам (гейтам), теперь они получили право находиться только в специальной зоне ожидания. Для того, чтобы уменьшить риск использования стеклянных бутылок в качестве оружия, магазины в аэропортах стали продавать напитки только в пластиковых бутылках.
Территория всех аэропортов обнесена забором, многие оборудованы специальной системой контроля за периметром, которая позволяет моментально фиксировать вторжение на территорию и уведомлять охрану. На входе в аэропорт пассажиров досматривают. Пройдя паспортный контроль, пассажир с багажом вновь отправляется на досмотр. Пассажиров теперь зачастую досматривают с помощью микроволновых сканеров. Багаж проверяется интроскопами. Компании экспериментируют с системами «компьютерного зрения» и нейросети для распознавания опасных предметов у пассажиров.
С точки зрения контроля доступа территория аэропорта подразделяется на несколько зон:
- Неконтролируемая зона — свободный доступ любых лиц
- Контролируемая зона — территория здания или части зданий, доступ в которые контролируется
- Зона контроля — место, пункт проверки/досмотра людей и имущества
- Стерильная зона — строго контролируемая зона между воздушным судном и пунктом проверки/досмотра

Неконтролируемая зона и контролируемая зона, известны также соответственно как «общая зона» и «чистая зона».

## В искусстве
- Песня А. Барыкина «Аэропорт» (Р. Горобец — М. Танич) 1986 года